# Tschassiw Jar
Tschassiw Jar (ukrainisch Часів Яр; russisch Часов Яр Tschassow Jar) ist eine Stadt in der ukrainischen Oblast Donezk mit etwa 679 Einwohnern (2024).

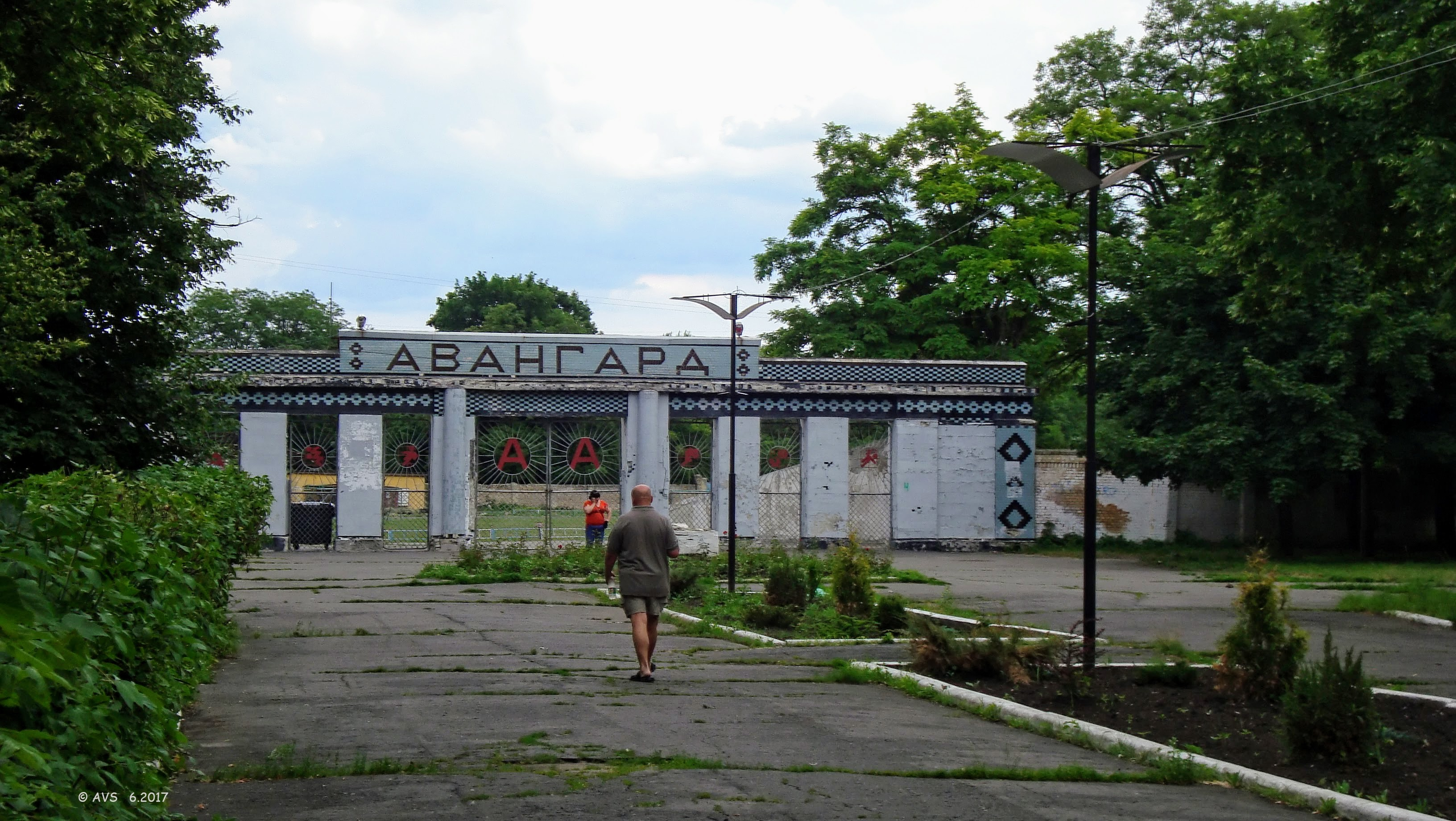
Eingang zum Awanhard-Stadion im Ort

Die 1876 gegründete Stadt liegt am Siwerskyj-Donez-Donbas-Kanal (Канал Сіверський Донець — Донбас) und erhielt 1938 den Stadtstatus.
Nach dem Vorrücken der russischen Truppen im russischen Überfall auf die Ukraine 2022 in Richtung Bachmut geriet auch Tschassiw Jar unter Beschuss, am 10. Juli starben in einem von russischen Uragan-Raketenwerfern angegriffenen fünfstöckigen Wohnblock mindestens 19 Menschen, 11 konnten gerettet werden. Dutzende Verschüttete waren anfänglich befürchtet worden. Während der Schlacht um Bachmut wurde Tschassiw Jar, das ein Nachbarort von Bachmut ist, von ukrainischen Truppen als Sammelpunkt genutzt. Von den 12.000 Einwohnern der Vorkriegszeit lebten im Jahr 2023 noch etwa 1500 Einwohner in der Stadt. Im Frühjahr 2024, vor Beginn der Kämpfe um Tschassiw Jar, hatte sich die Bevölkerung auf ca. 800 Einwohner reduziert. Ende Juli 2025 meldete die russische Armee zum wiederholten Mal die Einnahme der Stadt, Ukrainische Militärblogger widersprechen jedoch noch der vollständigen Einnahme durch russische Einheiten.

## Verwaltungsgliederung
Am 12. Juni 2020 wurde die Stadt zum Zentrum der neugegründeten Stadtgemeinde Tschassiw Jar (Часовоярська міська громада/Tschassowojarska miska hromada). Zu dieser zählen auch die zwei in der untenstehenden Tabelle aufgelisteten Dörfer sowie die Ansiedlung Kalyniwka, bis dahin bildete sie die gleichnamige Stadtratsgemeinde Tschassiw Jar (Часовоярська міська рада/Tschassowojarska miska rada) im Westen des Rajons Bachmut.
Bis zum 8. September 2016 war sie zusammen mit der Stadt Soledar der 16 Kilometer östlich gelegenen Stadtgemeinde von Bachmut angehörig und wurde dann der Rajonsverwaltung des Rajons Bachmut zugeordnet.
Folgende Orte sind neben dem Hauptort Tschassiw Jar Teil der Gemeinde:
| Name                     | Name       | Name                    |
| ukrainisch transkribiert | ukrainisch | russisch                |
| ------------------------ | ---------- | ----------------------- |
| Bohdaniwka               | Богданівка | Богдановка (Bogdanowka) |
| Hryhoriwka               | Григорівка | Григоровка (Grigorowka) |
| Kalyniwka                | Калинівка  | Калиновка (Kalinowka)   |

## Söhne und Töchter der Stadt
- Iossif Dawydowitsch Kobson (1937–2018), russischer Sänger und Politiker
- Antonina Jefremowa (* 1981), Sprinterin